# JR貨物WC35形コンテナ
JR貨物WC35形コンテナ（JRかもつWC35がたコンテナ）は、日本貨物鉄道（JR貨物）が保有する鉄道コンテナ。C35形を2001年（平成13年）から改造した12 ftコンテナである。

## 構造
片側側面、片側妻面の二方開きで、寸法はC35形と同一。静脈物流専用で、輸送品の悪臭が静脈物流以外の輸送品に着かないように用途を専用化された。外観では、黄色地に黒字で『環』とかかれたステッカーが張られている。

## 現状
老朽化に伴い、2007年（平成19年）度限りで現存していた3個すべてが用途廃止となり形式消滅した。